# 利川铃蟾
利川铃蟾（学名：Bombina lichuanensis），一种分布于中华人民共和国湖北省利川县和四川省马边县等地区的两栖动物，隶属于铃蟾科铃蟾属。其种加词“lichuanensis”意为“湖北省利川县的”。

## 分类地位
2013年，研究人员利用线粒体全基因组研究结果，认为强婚刺铃蟾（Bombina fortinuptialis）和利川铃蟾形成姐妹群，微蹼铃蟾（Bombina microdeladigitora）作为二者的外群，但三者之间分化较小，同时认为三者之间的拓扑结构难以确定，因此认为应暂时将强婚刺铃蟾、利川铃蟾和微蹼铃蟾都作为同一物种（微蹼铃蟾）。

## 形态特征
成年雄蟾体长53～63毫米，雌蟾体长57～70毫米。身体背面瘰疣密集，眼后颞部上方有一个椭圆形大瘰粒，腹侧疣粒较为扁平。背面灰褐色或灰绿色；腹面橘红色碎斑多，似云斑状；股部腹面基部有一对橘红色斑块。

## 保护
本种于2023年被收录入《有重要生态、科学、社会价值的陆生野生动物名录》。